# By og land hand i hand
By og land hand i hand är en norsk svartvit dramafilm från 1937 i regi av Olav Dalgard. Tillsammans med filmerna Norge for folket och Vi bygger landet (båda 1936) ingår den i den så kallade arbetartrilogin.

## Rollista
- Rønnaug Alten – Tora Larsen
- Hans Bille – Hans Bjørnstad, østlandsbonde
- Kolbjørn Brenda – Anton
- Oscar Egede-Nissen – Ole Larsen, spekulant
- Hilda Fredriksen – frun från Ullern
- Jens Holstad – Larsen
- Tryggve Larssen – Svart-Pelle
- Georg Løkkeberg – Georg Larsen, ingenjör
- Ida Rothmann – Sonja, arbetarflicka
- Toralf Sandø – Knudsen, verkstadsförman
- Gunnar Simenstad – Adolf, byggnadsarbetare
- Eva Steen – Katrina Larsen
- Lars Tvinde – Nils Tveit, vestlandsbonde